# セルジー (イングランド)
セルジー（英語: Selsey）は、英国ウェスト・サセックス州チチェスターにある町、行政教区。マンフッド半島の最南端に位置する。西側にはブラックルシャム湾、北側にはブロード・ライフ、東側にはパガム湾があり、南端にはセルジー岬がある。海岸の侵食に長年悩まされている。
国道B2145線が町にアクセスする唯一の道路であり、パガム湾を渡る橋が架けられている。

## 歴史
町からは旧石器時代の遺物が複数出土しており、当時から人が生活していたことがわかっている。
石器時代後期にはベルガエ人の1部族と考えられるアトレバテスがセルジーの町を作った。今までのところこれを証明する遺物は発掘されていないが、ウィリアム・キャムデンの言及する「古い町」はセルジー岬の南にあるミクソン岩周辺にあったのではと考える者もいる。
セルジー周辺では複数の銀貨・金貨が出土している。1877年に海岸で見つかった金貨にはアトレバテスの王であったコンミウス、ティンコマルス、クノベリヌスらの銘が刻まれており、現地で鋳造されたものと考えられている。これらの他にローマ時代の貨幣も出土しており、それ以前の貨幣はこれによって置き換えられたと考えられている。加えて、アングロ・サクソン時代の金片がいくつかボグナーとの間の海岸で見つかっていて、これらは6世紀から8世紀のものだと考えられている。これらの近辺にはルーン文字が刻まれていて、その後大英博物館へ収蔵された。

セルジーはサセックス王国の首都として栄えた。680年ごろにはウィルフリッドがこの地を訪れ、キリスト教へ回宗したことがベーダ・ヴェネラビリスの記録に残されている。この頃にはセルジー修道院の建設などがあったが、ノルマン・コンクエスト後の1075年にチチェスターに移された。

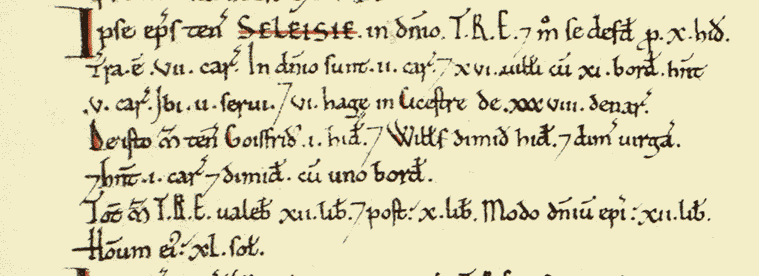
ドゥームズデイ・ブックに残されたセルジーについての記述

ドゥームズデイ・ブックには、ソマリー（Somerley）という名で記録されている。
セルジー荘園は長年チチェスター主教の手にあったが、1561年に国王家へ譲渡された。
1588年、ポーツマス攻略を目論んだスペイン艦隊がワイト島へ襲来した（アルマダの海戦）。これに対しマンフッド半島の人々はフランシス・ドレークの指揮の下、スペイン艦隊をセルジー沖で座礁させるよう誘い込んだが、危機に気付いたスペイン提督が船首をカレーへ向けたためこの作戦は失敗した。
また、セルジーでは長年にわたり密輸が行われてきた。これはセルジー岬へのアクセスが現在よりもはるかに悪く、密輸が見つかりにくかったからである。
1720年代にはフランスへの渡し船が定期運行され、この定期便による雇用が発生していた。
1749年にはホークハースト盗賊団のメンバー14名がウィリアム・ゲイリー、ダニエル・チャーター殺害容疑で起訴され、うち7名に死刑判決が出された。刑の執行前に1人が死亡したが、他の6名はチチェスター北部のブロイルにて絞首刑に処された。刑死した6名のうち2名はセルジー岬出身だったため、彼らの活動範囲の広さが明らかとなった。
1818年には学校設立の請願が受理され、セルジー初の学校が設立された。この学校はその後1937年に地元当局が引き継いだ。
また1897年にはチチェスターまでの鉄道路線（ハンドレッド・オブ・マンフッド・アンド・セルジー・トラムウェイ）が開業し、のちにウェスト・サセックス鉄道と改名した。しかし機関車は全て中古で、定時性も不安定だった。こういった要素もあり、同鉄道は1935年には廃線となってしまった。

## スポーツ
- セルジーFC（英語版） - サザンコンビネーションフットボールリーグ（英語版）・ディヴィジョン1（10部相当）所属